# Schwarzenberáci
Schwarzenberáci (velmi často Švarcenberáci případně Švarcnberáci) je pojmenování, kterým se označovali a dodnes označují úředníci a zaměstnanci na Schwarzenberském dominiu a v knížecích podnicích do roku 1947, kteří v 19. a 20. století vytvářeli specifickou komunitu v rámci jihočeské společnosti.
V současnosti se za Schwarzenberáky označují i jejich potomci nebo příbuzní, případně lidé činní v myslivosti, lesnictví nebo archivnictví, tedy v oblastech v minulosti typických pro Schwarzenberáky. Hlavním spolkem dnes sdružující Švarcenberáky je Historický spolek Schwarzenberg, který vydává časopis Obnovená tradice.

## Pozadí vzniku a význam
Rokem 1848 bylo v Čechách zrušeno poddanství, čímž byli obyvatelé zproštěni povinnosti pracovat pro vrchnost. Nicméně v jižních Čechách na Schwarzenberském dominiu od 18. století a zvláště v 19. století rostla životní úroveň zaměstnanců knížat ze Schwarzenbergu. V roce 1765 kníže a vévoda krumlovský Josef I. Adam například založil tzv. Penzijní fond pro zaměstnance, do nějž knížata odváděla finance, z nichž byly vypláceny nejenom penze vysloužilým zaměstnancům, nýbrž i vdovám a sirotkům.
Ačkoliv tak bylo zrušeno poddanství, možnost pracovat na "Knížecím" se stalo velmi lukrativní a žádanou záležitostí i jedinečným životním přilepšením. S ohledem na reformy knížete Jana Adolfa II. a počátek tzv. schwarzenberského ekonomické zázraku došlo i k významnému zlepšení vzdělanosti v jižních Čechách – vedle Hospodářského ústavu v Českém Krumlově pro budoucí schwarzenberské zaměstnance nebo lesnické školy ve Zlaté Koruně, byla založena i první Česká rolnická škola v Rabíně. Na panstvích byly zároveň vyhledávány nadějné děti, jimž bylo umožněno studovat zdarma nejenom v Čechách, ale dokonce byly na náklady knížete posílány za studii do ciziny a pokud projevily zájem, měly po dostudování zajištěné pozice doma v jižních Čechách. Ve 20. století byly vedle vzdělávacích institucí zakládány a podporovány i mateřské školy pro děti zaměstnanců a starobní domovy pro zaměstnance bývalé.

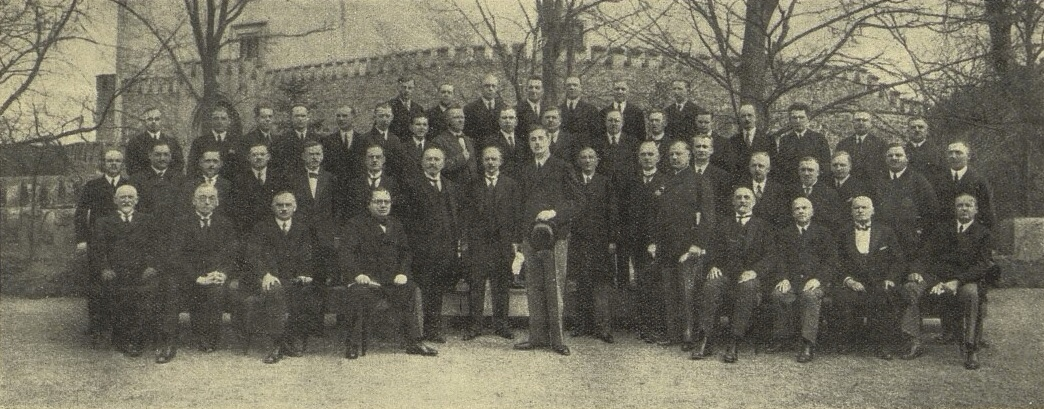
Schwarzenberští zaměstnanci na Orlíku a představitel schwarzenberské sekundogenitury Karel VI. roku 1934

V knížecích podnicích zvláště od dob Jana Adolfa II. a Adolfa Josefa byla navíc striktně uplatňována politika nestrannosti. Zájemci o práci a případný postup museli především prokázat odpovídající vlastnosti a schopnosti. Především byla vyloučena protekce na základě národnosti a striktně odmítány jakékoliv projevy radikálního nacionalismu, což v době třenic mezi Čechy a Němci na přelomu 19. a 20. století představovalo nebývale stabilní a produktivní prostředí.
Po finanční stránce pak schwarzenberští zaměstnanci a úředníci pobírali vyšší plat než v případě obdobných pozic ve státní správě, dostávalo se jim například naturálních přilepšeních o Vánocích, dále ošacení a různých dotací, například při koupi automobilu. Mimoto byly i v období ekonomické stagnace nevýdělečné podniky dotovány do doby, než byla zajištěna adekvátní transformace, čímž se předcházelo propouštění v ohrožených odvětvích.

### Sebeuvědomění
Sociální jistoty a stabilita dávaly pozici zaměstnance v knížecích podnicích nádech exkluzivity. To však pro velký zájem významně stěžovalo vstup do vlastní komunity Schwarzenberáků. Navíc byly žádána vysoká produktivita, loajalita, inovativní přístupy a především čestné chování, které bylo stavěno nade vše a jež bylo vyžadováno nejenom vedením, ale zvláště samotnými zaměstnanci mezi sebou. Vedení podniků a knížecí rodina pak za svými zaměstnanci pevně stála. Když byli například po roce 1938 zatčeni gestapem dva čeští zaměstnanci na hranicích s nacistickým Německem, sám kníže JUDr. Adolf Schwarzenberg, ačkoliv mu jako otevřenému antifašistovi hrozilo velké nebezpečí, odjel do Berlína, kde vyjednal jejich propuštění.
Tato specifika činila komunitu Schwarzenberáků nejenom exkluzivní, ale i uvědomělou vlastní specifičnosti a tedy i do jisté míry uzavřenou. Pro získání pozice bylo nutné prokázat nejen velké nadání, ale i osobní přímluvy a záruky. Ovšem pojmy „schwarzenberský“, „Schwarzenberák“ a „zaměstnaný na Knížecím“ měly ve zbytku společnosti velký význam a Schwarzenberáci se těšili obecnému uznání a respektu. V dobách českého národní uvědomění na přelomu 19. a 20. století patřili mezi přední české národní buditele na Šumavě a v Pošumaví – Hynek Gross, Josef Kulich, avšak zároveň působili jako mediátoři mezi Čechy a Němci.

#### Organizace
Po vzniku republiky se Schwarzenberáci sdružovali především ve Svazu českých úředníků a zřízenců knížete ze Schwarzenberku se sídlem v Českých Budějovicích, který ve 30. letech vydával vlastní věštník (časopis) Tradice, jež navázal na tzv. Schwarzenberské ročenky. Věštník Tradice pravidelně obsahoval články o historii Schwarzenberáků, jižních Čech a schwarzenberských podniků. Obsahoval také biografie významných osobností spjatých s jižními Čechami a Šumavou, inzeráty nebo dokumentární články a dále informoval o dění v jižních Čechách a v Československu.
Svazu českých úředníků a zřízenců knížete ze Schwarzenberku fungoval i jako odborářský svaz, který byl v aktivní součinnosti se schwarzenberskými podniky. V době válečného ohrožení pak vystoupil na obranu stánu. Po dohodě s JUDr. Adolfem Schwarzenbergem, který přispěl na dostavbu československého opevnění proti Německu částkou 1 000 000 Kčs v roce 1937, bylo rozhodnuto, že schwarzenberácký Svaz přispěje do Jubilejního fondu na obranu státu jednorázovou částkou 15 000 Kčs a po dobu jednoho pololetí roku 1938 bude přispívat 1 % ze svých příjmů.

## Po roce 1948
Po obsazení republiky nacisty roku 1939 uprchl tehdejší představitel schwarzenberské primogenitury, kníže a vévoda krumlovský JUDr. Adolf Schwarzenberg do exilu v Itálii a později do USA. Pro jeho aktivity proti nacismu byl v roce 1940 zabaven celý majetek primogenitury ve všech zemích kontrolovaných nacisty gestapem a jeho adoptivní syn JUDr. Jindřich Schwarzenberg byl zatčen a internován v koncentračním táboře Buchenwald. Na celý majetek schwarzenberské primogenitury byla uvalena nucená správa a začala tvrdá persekuce politicky nepohodlných Schwarzenberáků.
Po roce 1945 však byla během trvání Třetí republiky, jejíž politický systém již významně kontrolovala komunistická moc, uvalena nová nucená správa, návrat rodiny JUDr. Adolfa Schwarzenberga do vlasti nebyl vládou umožněn a roku 1947 byl nakonec celý majetek primogenitury tzv. zákonem Lex Schwarzenberg protiústavně vyvlastněn.
I když se mezi schwarzenberskými zaměstnanci vzedmul odpor proti vyvlastnění nebo organizovaným agitačním představením komunistických předáků, ke zvratu ve vývoji nedošlo ani přes protesty zaměstnanců a veřejná prohlášení o nesouhlasu zasílané vládě. Později byl znárodněn i Schwarzenberský penzijní fond, čímž zaměstnanci podniků o své penze bez náhrady přišli.
Bývalí schwarzenberští zaměstnanci se snažili ve svých podnicích uchovat duch minulosti i po roce 1947. Například se snažili do vedení volit komunisty ze svých kruhů, kteří přes své politické smýšlení do jisté míry respektovali místní tradici, avšak s rokem 1948, nástupem totalitní moci a formováním velkých státních podniků, byla jihočeská tradice na starých knížecích podnicích minulostí.
| „                                                                                               | (Tento) zákon zůstane na věky nevymazatelnou skvrnou v dějinách Československého práva. Neuznávám platnost tohoto zákona, nikterak se nevzdávám boje a budu ze všech sil hájiti i nadále svá i Vaše práva, neboť po staletí jsme byli jako jediná veliká rodina – můj rod a jeho zaměstnanci. Nezapomenu na Vás a jsem přesvědčen, že i Vy nezapomenete na můj rod a na naši společnou tradici. | “ |
| — JUDr. Adolf Schwarzenberg v dopise adresovaném schwarzenberským zaměstnancům z 18. srpna 1947 | |   |

## Současnost
Mezi Schwarzenberáky se řadili všichni knížecí zaměstnanci, od lesníků, myslivců a rybníkářů, přes správce, archiváře a úředníky, po dělníky, dřevorubce nebo voraře. Schwarzenberácké povědomí je dodnes v jižních Čechách živé především v oblasti lesnictví, myslivosti a také i v jihočeském archivnictví, které od počátku 20. století patří mezi nejlepší na světě.
Dodnes žijící Schwarzenberáci se sdružují v různých spolcích, které si od roku 1989 opět připomínají místní historii a kulturu. Stěžejním spolkem je pak Historický spolek Schwarzenberg, který také navázal na vydávání věštníku Tradice časopisem Obnovená tradice obsahujícím odborné články zaměřené na historii jižních Čech a Schwarzenberáků.
Od Sametové revoluce s přístupem k v minulosti nepohodlným informacím a zvláště s módou návratu ke kořenům se k odkazu Schwarzenberáků hlásí i jejich potomci a lidé navazující na místní tradice před komunistickým převratem v roce 1948.

## Slavní Schwarzenberáci

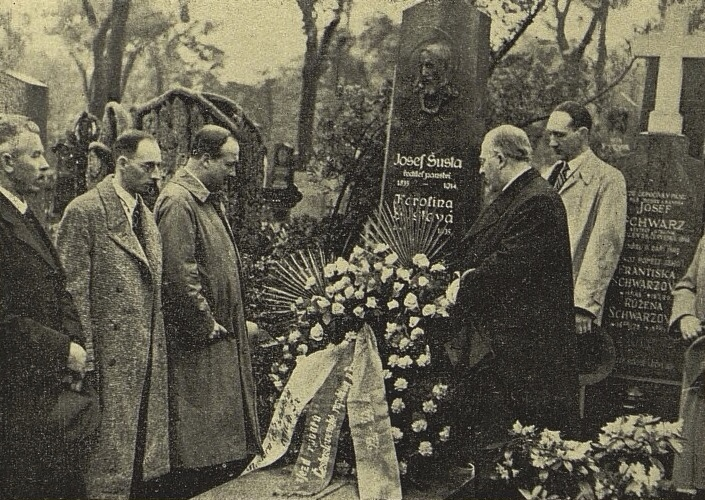
Pietní setkání u hrobu rybníkaře Josefa Šusty během I. sjezdu rybářů Československé republiky v roce 1938

- Hynek Gross, schwarzenberský archivář, významný českokrumlovský národní buditel
- Josef Kulich, schwarzenberský lékař, mecenáš, aktivista a národní buditel
- František Špatný, český lexikograf, autor slovníků a českého názvosloví v oblasti zemědělství a lesnictví
- Josef John, iniciátor vzniku rezervace Boubínského pralesa
- Josef Rosenauer, stavitel Schwarzenberského plavebního kanálu
- Karl Tannich, schwarzenberský archivář, historik, starosta Českého Krumlova
- František Horský, inovátor v oblasti hnojení, kompostování a orby, první ředitel České rolnické školy v Rábíně
- Josef Šusta, přední český rybníkář
- František Mareš, český archivář a spisovatel z oboru historie a památkové péče